# Marko Biskupovic
Marko Biskupović Venturino (Chile, 30 de junio de 1989) es un exfutbolista chileno que jugaba de defensa central. Actualmente se desempeña como Gerente de Selecciones de la ANFP.

## Trayectoria
Desde pequeño se mostró muy apasionado por el fútbol. Dio sus primeros pasos en su colegio British Royal School, de la mano de su primer ídolo y mentor Ramiro Menares, actual DT y director del The British Royal School Siempre destacó entre sus compañeros, esto lo llevó a pedirle a sus familiares que lo llevaran al club de sus amores, al Universidad Católica, donde ahí cumplió su sueño de transformarse en un futbolista profesional.[cita requerida]
A mediados del año 2006, es llamado a la selección nacional sub-18, realizando giras internacionales por Europa y América. Posteriormente fue seleccionado por Marcelo Bielsa para trabajar como sparring junto a la selección adulta. 
El año 2010 fue enviado a préstamo a Deportes Puerto Montt.
En el año 2011 vuelve a Universidad Católica, tomando un protagonismo fuerte en el equipo ante las lesiones de sus compañeros de zaga. Disputa varios partidos como titular ganándose un puesto y la confianza del técnico Mario Lepe quien comienza a incluirlo de a poco en las formaciones titulares debido a sus buenas actuaciones locales e internacionales.
El 6 de mayo de 2012 anota su primer gol en el profesionalismo, en la goleada de la Universidad Católica por 5-0 ante Cobresal, en el Estadio San Carlos de Apoquindo.
El 18 de marzo de 2014 sufrió una grave lesión en el tobillo izquierdo, provocada por Marco Sebastián Pol, jugando un partido contra Santiago Wanderers, la lesión lo mantuvo alejado de las canchas durante ocho meses, hasta octubre de 2014.
Tras no ser considerado por el entrenador cruzado Mario Salas, en febrero de 2016 es anunciado como nuevo jugador del Kalmar FF de la Allsvenskan.Tras dos temporadas, regresa a Chile firmando como nuevo jugador de Unión La Calera de la Primera División.Para la temporada 2019 fichó por Deportes La Serena de la Primera B,donde se retiró tras lograr el ascenso.
Tras un año inactivo, en abril de 2021 regresa a la práctica del fútbol a Magallanes de la Primera B.A fines de temporada, se anunció su retiro del fútbol.

## Selección nacional

### Selección adulta
Fue nominado por Claudio Borghi para disputar la Copa del Pacífico, instancia donde jugó los dos encuentros del certamen.

### Partidos internacionales
Actualizado hasta el 11 de abril de 2012.
| 1     | 21 de marzo de 2012 | Estadio Carlos Dittborn, Arica, Chile | Chile      | 3-1 | Perú  |   | Copa del Pacífico 2012 |
| 2     | 11 de abril de 2012 | Estadio Jorge Basadre, Tacna, Perú    | Perú       | 0-3 | Chile |   | Copa del Pacífico 2012 |
| Total | Total               | Total                                 | Presencias | 2   | Goles | 0 |                        |

| Selección chilena | Selección chilena | Selección chilena |
| Año               | Partidos          | Goles             |
| ----------------- | ----------------- | ----------------- |
| 2012              | 2                 | 0                 |
| Total             | 2                 | 0                 |

## Estadísticas
- Actualizado hasta el 10 de enero de 2018.

| Club | Div           | Temporada     | Liga  | Liga  | Copas nacionales(1) | Copas nacionales(1) | Torneos internacionales(2) | Torneos internacionales(2) | Total | Total | Media goleadora(3) |
| Club | Div           | Temporada     | Part. | Goles | Part.               | Goles               | Part.                      | Goles                      | Part. | Goles | Media goleadora(3) |
| --- | ------------- | ------------- | ----- | ----- | ------------------- | ------------------- | -------------------------- | -------------------------- | ----- | ----- | ------------------ |
| Deportes Puerto Montt · Chile | 2ª            | 2010          | 3     | 0     | —                   | —                   | —                          | —                          | 3     | 0     | 0.00               |
| Deportes Puerto Montt · Chile | Total club    | Total club    | 3     | 0     | 0                   | 0                   | 0                          | 0                          | 3     | 0     | 0.00               |
| Universidad Católica · Chile | 1ª            | 2011          | 21    | 0     | 4                   | 0                   | 3                          | 0                          | 28    | 0     | 0.00               |
| Universidad Católica · Chile | 1ª            | 2012          | 12    | 1     | 3                   | 0                   | 3                          | 0                          | 18    | 1     | 0.06               |
| Universidad Católica · Chile | 1ª            | 2013          | 4     | 0     | 9                   | 1                   | —                          | —                          | 13    | 1     | 0.08               |
| Universidad Católica · Chile | 1ª            | 2013-14       | 14    | 1     | —                   | —                   | 2                          | 0                          | 16    | 1     | 0.06               |
| Universidad Católica · Chile | 1ª            | 2014-15       | 12    | 0     | —                   | —                   | —                          | —                          | 12    | 0     | 0.00               |
| Universidad Católica · Chile | Total club    | Total club    | 63    | 2     | 16                  | 1                   | 8                          | 0                          | 87    | 3     | 0,03               |
| Kalmar FF · Suecia | 1ª            | 2016          | 28    | 0     | 4                   | 0                   | —                          | —                          | 32    | 0     | 0.00               |
| Kalmar FF · Suecia | 1ª            | 2017          | 18    | 0     | 1                   | 0                   | —                          | —                          | 19    | 0     | 0.00               |
| Kalmar FF · Suecia | Total club    | Total club    | 46    | 0     | 5                   | 0                   | 0                          | 0                          | 51    | 0     | 0.00               |
| Unión La Calera · Chile | 1ª            | 2018          | 5     | 0     | 3                   | 0                   | —                          | —                          | 5     | 0     | 0.00               |
| Unión La Calera · Chile | Total club    | Total club    | 5     | 0     | 3                   | 0                   | 0                          | 0                          | 8     | 0     | 0.00               |
| Deportes La Serena · Chile | 2ª            | 2019          | 26    | 1     | 3                   | 0                   | —                          | —                          | 29    | 1     | 0.04               |
| Deportes La Serena · Chile | 1ª            | 2020          | 4     | 0     | —                   | —                   | —                          | —                          | 4     | 0     | 0.00               |
| Deportes La Serena · Chile | Total club    | Total club    | 30    | 1     | 3                   | 0                   | 0                          | 0                          | 33    | 1     | 0.03               |
| Magallanes · Chile | 2ª            | 2021          | 8     | 0     | 2                   | 0                   | —                          | —                          | 10    | 0     | 0.00               |
| Magallanes · Chile | Total club    | Total club    | 8     | 0     | 2                   | 0                   | 0                          | 0                          | 10    | 0     | 0.00               |
| Total carrera | Total carrera | Total carrera | 155   | 3     | 29                  | 1                   | 8                          | 0                          | 192   | 4     | 0.02               |
| (1) Incluye datos de Copa Chile y Copa de Suecia. (2) Incluye datos de Copa Sudamericana y Copa Libertadores. (3) No incluye goles en partidos amistosos. |               |               |       |       |                     |                     |                            |                            |       |       |                    |

## Palmarés

### Títulos nacionales
| Título     | Equipo                    | País  | Año  |
| ---------- | ------------------------- | ----- | ---- |
| Copa Chile | C.D. Universidad Católica | Chile | 2011 |